# アラカン (スルドス部)
アラカン（モンゴル語: Alaqan、生没年不詳）は、13世紀前半にモンゴル帝国に仕えたスルドス部出身の千人隊長の一人。
「孫都思氏世勲之碑」などの漢文史料では阿剌罕(ālàhǎn)と記される。

## 概要
阿剌罕の一族についての記録は『元史』に所収されていないが、「孫都思氏世勲之碑」に記録されている。「孫都思氏世勲之碑」によるとアラカンはスルドス部の出身で、「四狗」と称されたモンゴル帝国最高幹部の一人のチラウンの息子であった。チラウンとその父のソルカン・シラは幼い頃のチンギス・カンの窮地を救ったことがあり、その功績からモンゴル帝国において非常に高い地位を与えられていた。アラカンもまた父同様にチンギス・カンに仕え、チンギス・カンがある時怪我を負うと、7日間に渡って治療に手を尽くし傷を癒やしたという。
ペルシア語史料の『集史』「スルドス部族志」によるとチラウンの地位を継いだのはチラウンのもう一人の息子のスドン・ノヤンであったが、アラカンは第2代皇帝オゴデイが即位すると、その息子の一人のコデンに仕えるよう命じられた。コデンは元来独自のウルスを有していなかったが、オゴデイの即位にともなってトルイ家から4つの千人隊を譲り分けられ、河西（旧西夏国領）に新たなウルスを形成した。コデン・ウルスの成立について『集史』「チンギス・カン紀」は以下のように記している。
ここでは「スルドス部族」を誰が率いていたか明記されていないが、「孫都思氏世勲之碑」の記述からアラカンとその息子ソグドゥであったと考えられている。
河西に移住して以後のアラカンの事蹟については記録がない。

## 子孫
アラカンの地位は息子のソグドゥ、更にその息子のタングタイに継がれた。ソグドゥの妻はコデンの末子のジビク・テムルの保母を務めたため、ジビク・テムルがコデン・ウルス当主となると乳兄弟にあたるタングタイは側近中の側近として重用された。タングタイは50年に渡ってコデン・ウルスの統治に携わり、76歳で亡くなって西涼州に葬られた。タングタイの死後は長男のガインドゥバルが後を継いだ。

## スルドス部ソルカン・シラ家
- 千人隊長ソルカン・シラ（Sorqan Šira ＞鎖児罕失剌/suŏérhǎnshīlà,سورغان شيره/Sūrghān Shīra）
  - チラウン・バートル（Čila'un ba'atur ＞赤老温/chìlǎowēn,چيلاوغان بهادر/Chīlāūghān bahādur）
    - スドン・ノヤン（Sudon noyan ＞宿敦/sùdūn,سدون نویان/Sudūn Nūyān）
      - カジュダル（Qajudar ＞قاجودر/Qājūdar）
      - サルタク・ノヤン（Sartaq noyan ＞سرتاق نویان/Sartāq Nūyān）
      - 万人隊長ブルジャ（Burja ＞بورجه/Būrja）
      - 極位御家人スンジャク・ノヤン（Sunjaq noyan ＞سونجاق نویان/Sūnjāq Nūyān）
      - トダン（Tudan ＞تودان/Tūdān）
        - マリク（Malik ＞ملك）
          - 万人隊長チュバン（Čuban ＞出班/chūbān,جوبان/Jūbān）
            - アミール・ハサン（Amīr Ḥasan ＞أمير حسن）
            - テムル・タシュ（Temür taš ＞أمير تیمور تاش/Amīr tīmūr Tāsh）
              - シャイフ・ハサン（Shaykh ḥasan ＞شیخ حسن）
              - マリク・アシュラフ（Malek Ashraf ＞ملک اشرف）

            - ダムシャク・ホージャ（Damshaq noyan ＞خواجه نویان）
            - シャイフ・マフムード（Shaikh Maḥmūd ＞شيخ محمود）

    - アラカン（Alaqan ＞阿剌罕/ālàhǎn）
      - ソグドゥ（Soγudu ＞鎖兀都/suŏwùdōu）
        - タングタイ（Tangγutai ＞唐古䚟/tánggŭdǎi）
          - ガインドゥバル（Gaindu-dpal ＞健都班/jiàndōubān）

    - ナドル・ビチクチ（Nadr ＞納図児/nàtúér）
      - チャラン（Čalan ＞察剌/chálà）
        - ウクナ（Uquna ＞忽訥/hūnè）
          - トク・テムル（Toq temür ＞脱帖穆耳/tuōtièmùěr）
            - オルク・ブカ（Örüg buqa ＞月魯不花/yuèlǔbùhuā）

  - チンバイ（Čimbai ＞沈伯/shĕnbǎi）